# Tajęcina
Tajęcina – wieś w Polsce położona w województwie podkarpackim, w powiecie rzeszowskim, w gminie Trzebownisko.
Wieś położona jest w północno-zachodniej części gminy Trzebownisko i oddalona od Rzeszowa o 10 kilometrów. Skomunikowana jest ze stolicą Podkarpacia dwoma drogami krajowymi relacji Rzeszów – Lublin i Rzeszów – Warszawa. Obie te drogi zostały połączone ze sobą w roku 2007 „drogą lotniskową”. Powierzchnia sołectwa Tajęcina wynosi 842 ha, tj. 9,3% powierzchni gminy.

## Historia
Pierwsze wzmianki o wsi pochodzą z XVI wieku. W tym okresie miejscowość należała do parafii Zaczernie. Wieś była lokowana na surowym korzeniu. Podania wiejskie głoszą, że osiedleńcami wsi najczęściej byli ludzie skazani na banicję.

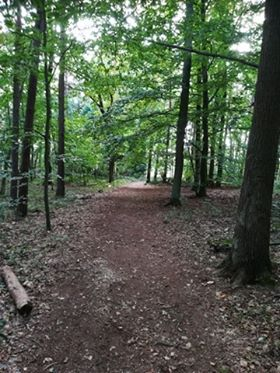
Rezerwat przyrody BÓR

Ryszard Bereś w „Kalendarium tej ziemi po rok 1918” pisał o najeździe Tatarów na Zaczernie w 1624 roku. Wówczas większość mieszkańców Zaczernia uciekała przed najeźdźcą „uciekając na bagna wokół Czarnej rzeki oraz w okolice zaczerskiego przysiółka – osady leśnej Tajęcina. Tam też schronił się ówczesny zaczerski pleban ks. Sebastian Lorenc”.
W wyniku ucieczki wśród lasów między obecnym Zaczerniem a Głogowem Małopolskim, znajdowało się kilkanaście drewnianych domów, które jak wynika ze słownika geograficznego Królestwa Polskiego z 1880 roku, nazywano Tajęczyną lub (obecnie funkcjonującą nazwą) Tajęciną.
Według podań, Mieszkańcy wsi trudnili się głównie zbieractwem runa, wyciskaniem miodu i przetapianiem wosku na świece na potrzeby pobliskiego folwarku i kościoła. Pracowali także przy wyrębie lasu, słynęli z produkcji oleju z siemienia lnu i konopi, a jak wynika z informacji zawartych na stronie parafii w Wysokiej Głogowskiej, byli oni dobrymi kosiarzami.
Jak odnotował Stanisław Rząsa opisując dzieje Zaczernia, Tajęcina w 1886 roku liczyła zaledwie 45 ubogich rodzin, których dzieci uczęszczały do zaczerskiej szkoły.
W 1913 roku w Tajęcinie, dzięki staraniom księdza Kazimierza Zawałkiewicza powstała skromna szkółka, która powstała z rozbiórki zajezdnej karczmy. Uczył w niej jeden nauczyciel. Był to Stanisław Piątek, który pełnił funkcję nauczyciela i kierownika jednoklasowej szkoły powszechnej.
W późniejszym czasie wybudowano nową szkołę, która w 2011 została rozbudowana i przeznaczona na Dom Ludowy, w miejscu pierwszej szkółki znajduje się obecnie Kościół bł. ks. Jana Balickiego.
Po drugiej wojnie światowej wieś miała ulec likwidacji ze względu na poszerzenie lotniska w owym czasie wojskowego w kierunku północ – południe. W latach 1975–1998 miejscowość administracyjnie należała do województwa rzeszowskiego. Dopiero w 1973 roku miejscowość uzyskała samodzielność administracyjną.

## Środowisko naturalne
Tajęcina leży w południowej części dużej jednostki geologicznej zwanej Zapadliskiem Przedkarpackim, powstałym w związku z trzeciorzędowymi ruchami górotwórczymi Karpat. Utwory trzeciorzędowe wykształcone są w postaci iłów i iłołupków z drobnymi wkładkami piasków i piaskowców. Są to tzw. iły, krakowieckie, które przykryte są utworami czwartorzędowymi. Czwartorzęd, to utwory fluwioglacjalne, wykształcone w postaci piasków różnoziarnistych, żwirów, glin pylastych, mad rzecznych, często wzajemnie przemieszanych. Miąższość utworów czwartorzędowych jest zmienna i wynosi od kilku do kilkunastu metrów. Największą grubość osiągają w południowej części Gminy w obrębie tzw. Rynny Przedkarpackiej – pradoliny Wisły i innych rzek płynących wówczas u czoła lodowca. Pod względem morfologicznym Tajęcina leży w południowej części Kotliny Sandomierskiej. W południowej części wsi teren jest płaski (rzędna terenu średnio 200 m n.p.m.), w północnej części charakteryzuje się łagodnymi wzniesieniami (rzędna terenu dochodzi do 240 m n.p.m.), tzw. Cygańskie Góry.
Niezaprzeczalnym bogactwem miejscowości są lasy. Stanowią one 2/3 powierzchni sołectwa i wynoszą 615 hektarów na łączną powierzchnię 842 hektary, w całej gminie Trzebownisko pozostaje tylko 51 hektarów lasów.

## Kościół pw. błogosławionego księdza Jana Balickiego

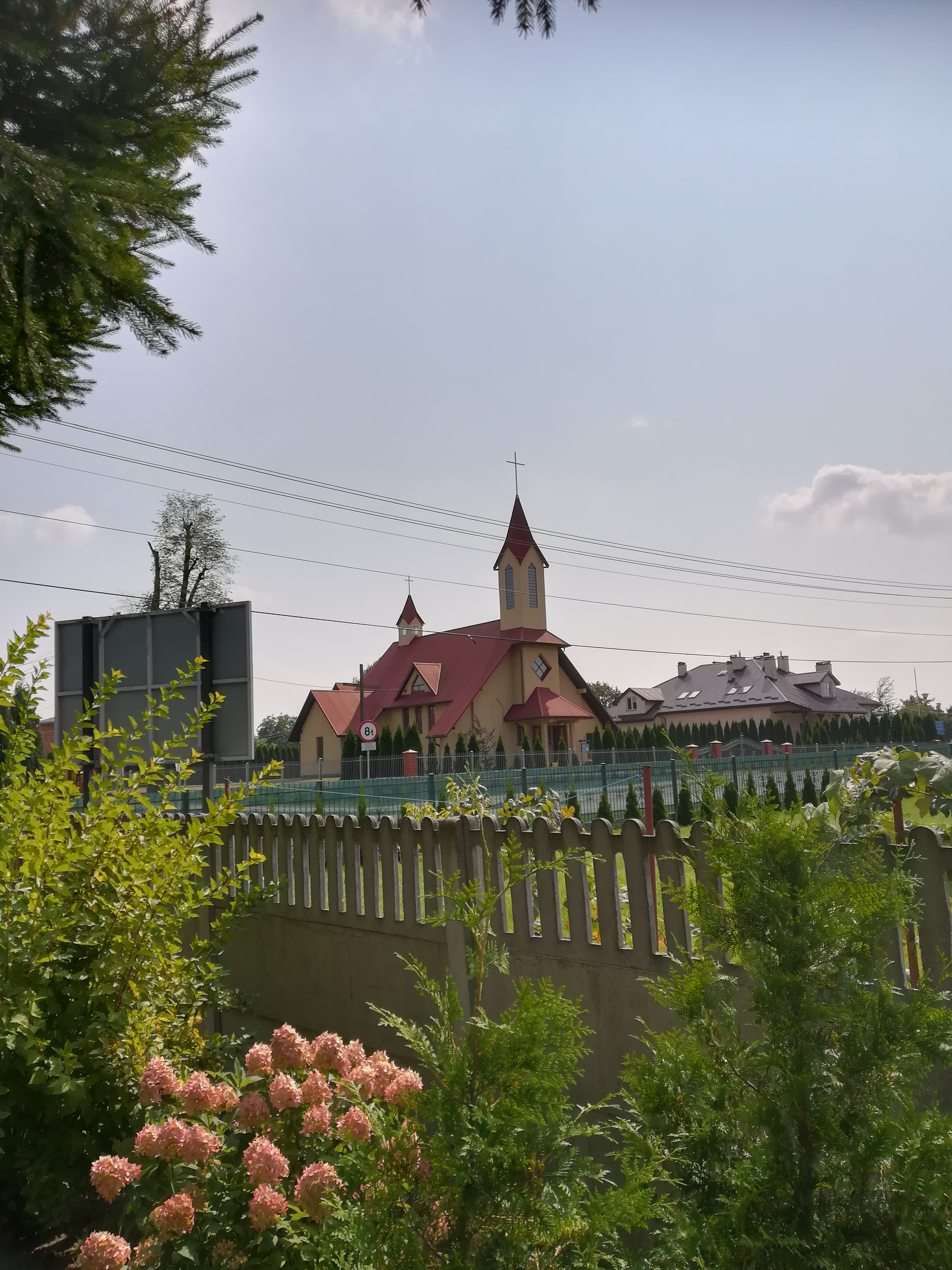
Kościół pw. Ks. Jana Balickiego

W miejscowości znajduje się kościół filialny pw. bł. ks. Jana Balickiego należący do parafii św. Stanisława Kostki w Jasionce. Poświęcenie placu miało miejsce w 1995 roku. Projekt tego kościoła wykonał mgr inż. Jan Bulsza. Plac pod budowę kościoła został poświęcony 9 września 1997 roku przez księdza Stanisława Wójcika, ówczesnego dziekana głogowskiego. Zwieńczeniem prac było poświęcenie kościoła, którego dokonał ówczesny ordynariusz rzeszowski bp Kazimierz Górny 7 grudnia 2003 roku.
Architektura i wyposażenie

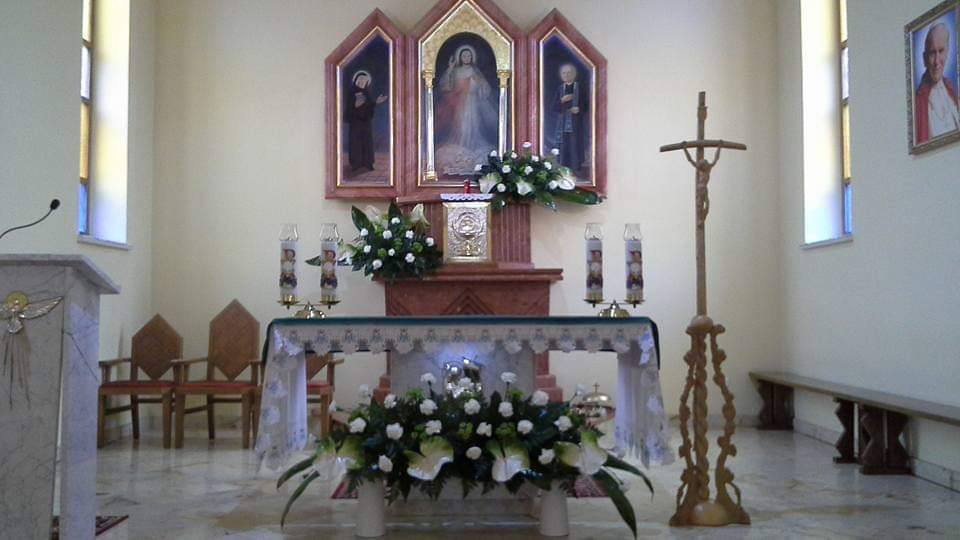
Prezbiterium kościoła z nastawą ołtarzową

Kościół jest jednonawowy z dachem dwuspadowym, pokrytym blachą. Został zbudowany na planie prostokąta z wysuniętą bryłą zakrystii i pomieszczeń gospodarczych. Ściana frontowa z głównymi drzwiami wejściowymi przedłużona jest przez wysoką, dwustopniową wieżę, na której znajduje się dzwon ku czci Matki Bożej Częstochowskiej. Wnętrze kościoła jest estetyczne. Posadzka, ołtarz i ambona wykonane są z marmuru. Nastawa ołtarzowa wykonana jest z czerwonego marmuru w formie tryptyku z Jezusem Miłosiernym w środku, po prawej stronie obraz błogosławionego księdza Jana Balickiego – patrona kościoła, a po lewej obraz świętej siostry Faustyny.

## Kapliczka świętego Floriana i świętego Franciszka
W Tajęcinie znajduje się murowana kapliczka pod wezwaniem Matki Bożej oraz świętego Floriana i Franciszka z 4 ćw. XIX wieku. W 1937 przeszła ona generalny remont. Fundatorem kapliczki była społeczność wsi Tajęcina. W ołtarzu znajduje się figura Matki Bożej Fatimskiej, przywieziona przez mieszkańców z pielgrzymki do Częstochowy, krzyż i obraz Matki Bożej Częstochowskiej ręki miejscowego artysty.
Mieszkańcy przez wiele lat, zanim odprawiano Msze Święte w dawnej szkole, gromadzili się przy kapliczce na liturgie, nabożeństwa majowe i różańcowe.
W górnej części nad wejściem, umieszczona została drewniana figura św. Floriana – patrona strażaków.

## Obiekty na terenie miejscowości
Na terenie Tajęciny znajduje się Podkarpacki Park Naukowo-Technologiczny AEROPOLIS będący częścią Specjalnej Strefy Ekonomicznej Euro-Park Mielec. Tereny Parku sąsiadują bezpośrednio z międzynarodowym lotniskiem Rzeszów-Jasionka. W Tajęcinie zlokalizowana jest jedna strefa należąca do Parku. Jest to Strefa S1 Przylotniskowa o powierzchni 106 ha.
W Strefie S1 zlokalizowanej w miejscowościach Tajęcina oraz Jasionka dominuje przemysł lotniczy, elektromaszynowy, elektroniczny i informatyczny. Zakłady działające w strefie to m.in.: MTU, Goodrich, VAC AERO, OPTeam, Zelnar. Teren jest w pełni uzbrojony.
W miejscowości funkcjonują:
- Kopalnia gazu ziemnego; złoża gazu ziemnego „JASIONKA” (Jasionka, Tajęcina) o powierzchni 5 761 687 m² i pokładach 1753 mln m³ na terenie miejscowości Tajęcina
- Siedziba główna spółek Centrum Rozliczeń Elektronicznych Polskie ePłatności i Polskie ePłatności[14]
- Nowoczesne Centrum Rehabilitacji w Tajęcinie REHAMED-CENTER. Funkcjonuje jako podmiot leczniczy od sierpnia 2013 roku.
- Kościół filialny.
- Dom Ludowy gdzie działają: koło gospodyń wiejskich, grupa teatralna, prowadzone są zajęcia tenisa stołowego, fitnessu, tańca towarzyskiego (w roku 2011 zakończył się remont i rozbudowa domu ludowego). Obiekt jest klimatyzowany, posiada salę bankietowo-konferencyjną na 120 miejsc, kuchnię i w pełni wyposażone w profesjonalne sprzęty zaplecze.
- Ochotnicza Straż Pożarna z remizą wyposażoną w nowoczesny sprzęt ratowniczo-gaśniczy
- „Mały Orlik”, gdzie młodzież może grać w piłkę nożną, piłkę plażową siatkową.
- Niepubliczne Przedszkole świętego Józefa z oddziałami integracyjnymi[15].
- Zabytkowa kapliczka.

Wartym podkreślenia jest fakt, iż wieś nadal posiada liczne tereny z przeznaczeniem pod zabudowę jednorodzinną, co w połączeniu ze wspomnianymi wyżej walorami systematycznie przysparza wsi nowych mieszkańców.

## Zespół teatralny '39
Od grudnia 2001 r. działał w Tajęcinie dziecięcy zespół teatralny TEATR 39. Zrzeszał on 18 dzieci w wieku szkolnym z tej miejscowości. Prowadzony był przez Panią Monikę Adamiec. Ważniejsze występy i nagrody to: – przegląd teatrów dziecięcych w Strzyżowie – udział w międzywojewódzkim konkursie „Poeci i pisarze dzieciom” w 2002 i 2005 roku w Rzeszowie. Corocznie na przełomie maja jest organizowany był festyn rodzinny z zawodami sportowymi i rekreacyjnymi, występami zespołów artystycznych, pokazem sprawności OSP, oraz wielkim grillowaniem. Obecnie zespół nie funkcjonuje.